# Petr Strouhal
Petr Strouhal (* 8. dubna 1977) je bývalý český fotbalista, útočník.

## Fotbalová kariéra
V české lize hrál za FK Teplice. Nastoupil v 7 ligových utkáních. Gól v lize nedal. V nižších soutěžích hrál i za FK GGS Arma Ústí nad Labem, 1. FC Česká Lípa, FK Chomutov a FK Varnsdorf.

## Ligová bilance
| Ročník                            | Zápasy | Góly | Klub                       |
| --------------------------------- | ------ | ---- | -------------------------- |
| 2. česká fotbalová liga 1996/1997 | 15     | 0    | FK GGS Arma Ústí nad Labem |
| Gambrinus liga 1997/1998          | 1      | 0    | FK Teplice                 |
| Gambrinus liga 1998/1999          | 1      | 0    | FK Teplice                 |
| 2. česká fotbalová liga 1998/1999 | 6      | 0    | 1. FC Česká Lípa           |
| Česká fotbalová liga 1998/1999    | -      | 3    | VT Chomutov                |
| 2. česká fotbalová liga 2000/2001 | 27     | 6    | FK Chomutov                |
| Gambrinus liga 2001/2002          | 5      | 0    | FK Teplice                 |
| 2. česká fotbalová liga 2001/2002 | 14     | 0    | FK Chomutov                |
| 2. česká fotbalová liga 2002/2003 | 25     | 2    | FK Chomutov                |
| CELKEM 1. liga ČR                 | 7      | 0    |                            |